# Dresdner Sezession 89
Die Dresdner Sezession 89 e. V. wurde im Dezember 1989 von 23 Künstlerinnen gegründet, um gemeinsam am gesellschaftlichen Umbruch teilzunehmen. Der Name der ersten Künstlerinnenvereinigung im Dresdner Kunstgeschehen sollte bewusst auf die beiden Dresdner Sezessionen bezugnehmen, ohne sie dabei in eine „feministische Ecke“ zu drängen.

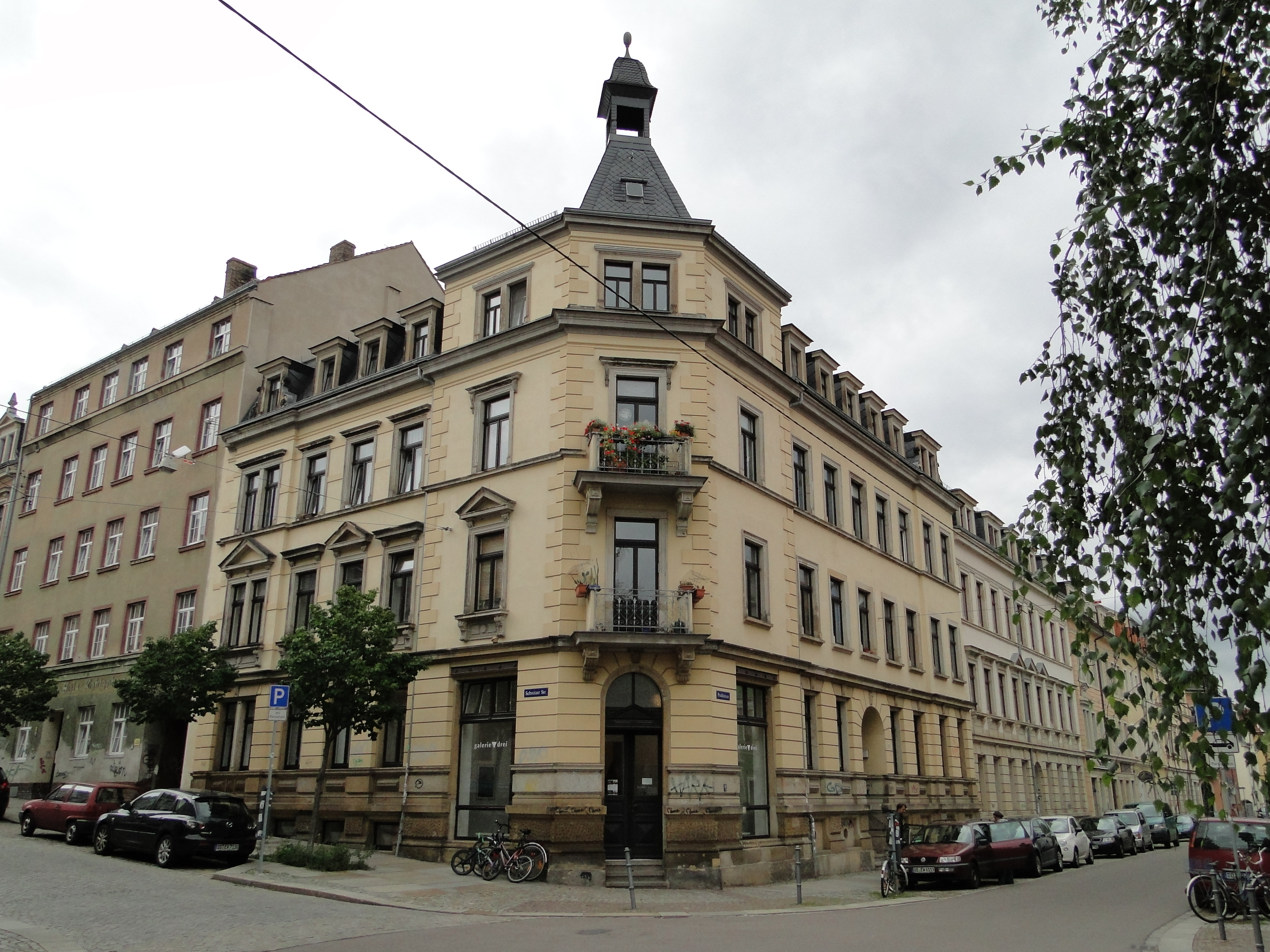
galerie drei in der denkmalgeschützten Prießnitzstraße 43, Ecke Sebnitzer Straße in Dresden

## Geschichte
Die Vorgeschichte der Gründung ist 1987 in einer Ausstellung in der Galerie Mitte zu suchen. Die Rauminstallation „Innen – Außen“ der vier Künstlerinnen Eva Anderson, Angela Hampel, Ulrike Rösner und Gudrun Trendafilov entsprach nicht dem Rahmen des sozialistischen Realismus und die Frage, warum kein Mann an der Ausstellung beteiligt war, führte letztlich dazu, dass sich im Folgenden etwa 25 Dresdner Künstlerinnen und zum Teil auch Frauen aus anderen Berufen zu Gesprächen in den Ateliers trafen, bei denen auch die Frauenrolle diskutiert wurde. Nachdem in der Wendezeit die alten Kontrollmechanismen des Staates mehr und mehr gelockert wurden, kam es bei einem dieser Treffen am 19. Dezember 1989 in der Galerie Mitte zur Gründung der Dresdner Sezession 89. Man wollte als feste Vereinigung an die Öffentlichkeit treten und direkter am Dresdner Kunstgeschehen partizipieren.
Als einer der ersten Dresdner Kulturvereinigungen schrieb sich die Dresdner Sezession 89 im März 1990 in das Amtsregister in Dresden ein, wodurch aus der Vereinigung ein eingetragener Verein entstand.
Die Mitglieder betreiben seit 1996 die galerie drei in der Prießnitzstraße in der Dresdner Neustadt, der dritte Ausstellungsort nach der  abgerissenen Galerie Comenius (1990–1992) und der Galerie Nord (1992–1996).
Die Künstlervereinigung veranstaltete zwischen 1994 und 1997 einmal im Jahr entlang der Prießnitz und des Kaitzbachs sogenannte „Wasser-Kunst-Aktionen“, temporäre Installationen und Performances zur „Auseinandersetzung mit dem gesellschaftlichen Verhältnis zur Natur, beispielhaft anhand von Wasser“. Der Erfolg des Mnemosyne genannten Projekts mündete in der dauerhaften Errichtung eines „Wasser-Kunst-Wegs“ am Kaitzbach und an der Prießnitz.

## Sezessionistinnen
Aktuelle Mitglieder sind folgende Künstlerinnen (G: Gründungsmitglied):
| Christa Donner (G) Rita Geißler (seit 2016) Kerstin Franke-Gneuß (G) Annina Hohmuth (seit 2015) Christine Heitmann (G) Karin Heyne (G) | Bärbel Kuntsche (G) Christiane Latendorf (seit 2005) Kerstin Quandt (G) Gabriele Reinemer (G) Thea Richter (G) | Annerose Schulze (G) Petra Vohland (G) Karin Weber (G) Irene Wieland (seit 2011) Yini Tao (seit 2020) Ursula Susanne Buchart (seit 2022) |

Weitere Mitglieder waren:
| Leonore Adler (G bis 1999) Verena Andreas (2012–2016) Sigrid Artes † (G bis 1995) Gudrun Brückel (2002–2010) Regine Buer (G bis 1995) Heidemarie Dreßel (G bis 1997) Konstanze Feindt Eißner (1999–2004) | Petra Graupner (G bis 2001) Krista Grunicke † (2008–2012) Angela Hampel (G bis 2015) Sigrun Hellmich (G bis 2000) Mandy Herrmann-Amrouche (1994–2000) Christine Just † (2005–2011) Gerda Lepke (G bis 2010) | Christine Littwin † (G) Stella Pfeiffer (2001–2012) Ruth Adolphi (ab 1989) Gudrun Trendafilov (G bis 2008) Ulrike Triebel (G bis 2015) Tanja Zimmermann (1993–2001) |

## Werk
- Angela Hampel (Red.): Dresdner Sezession 89 e. V.: 1989 bis 2009; eine Chronik; Galerie Comenius, Galerie Nord, Galerie Drei. Dresdner Sezession 89, Dresden 2009. ISBN 978-3-00-029596-6.
- Mnemosyne; Wasserkunstweg der Dresdner Sezession 89 e. V.